# الرابطة التونسية لكرة القدم الشاطئية
الرابطة التونسية لكرة القدم الشاطئية أو بطولة تونس لكرة القدم الشاطئية (بالفرنسية: Championnat de Tunisie de beach soccer)، هي دوري كرة القدم الشاطئية في تونس تأسست سنة 2004، وتشرف عليها الجامعة التونسية لكرة القدم.

## تاريخ
توقفت البطولة في سنة 2006، وعادت إلى الظهور في سنة 2012 بحماس وتأييد خاص من المهتمين بكرة قدم شاطئية. يشارك 32 فريقًا في هذه النسخة الجديدة تمامًا والتي تقام على مدار خمس جولات من أجل تأهيل ثمانية فرق للنهائي الكبير الذي يتم تنظيمه في نهاية شهر أغسطس في مدينة قليبية. الفوز بأربعة أهداف مقابل هدف واحد، على أولمبيك بني خيار، سمح للاتحاد الرياضي بقليبية بالفوز بالمباراة النهائية لبطولة سنة 2012.

## سجل الألقاب
- 2004 : الاتحاد الرياضي بقليبية
- 2005 : الاتحاد الرياضي بقليبية
- 2006 : الاتحاد الرياضي بقليبية
- 2007 - 2011 : لم تقم المسابقة
- 2012 : الاتحاد الرياضي بقليبية